# Rebecca Cole
Rebecca J. Cole (Filadélfia, 16 de março de 1846 – 14 de agosto de 1922) foi uma médica, fundadora de organização e reformadora social estadunidense. 

## Carreira
Em 1867 foi a segunda mulher afro-americana a graduar-se em medicina nos Estados Unidos, depois de Rebecca Lee Crumpler, que graduou-se três anos antes.
Embora tenha praticado a medicina durante cinquenta anos, existem poucos registros seus, não conhecendo-se nenhuma fotografia sua. Morreu em 1922 e está sepultada no Eden Cemetery em Collingdale, Pensilvânia.